# Cephalobyrrhus gibbicollis
Cephalobyrrhus gibbicollis is een keversoort uit de familie dwergpilkevers (Limnichidae). De wetenschappelijke naam van de soort werd in 1925 gepubliceerd door George Charles Champion.